# Вольная (река)
Во́льная — река в Орехово-Зуевском районе Московской области России, левый приток реки Нерской.
Длина — 27 км (по другим данным — 32 км), площадь водосборного бассейна — 143 км². Равнинного типа. Питание преимущественно снеговое. Вольная обычно замерзает в середине ноября, вскрывается в середине апреля.
На реке расположены населённые пункты Заполицы, Рудне-Никитское, Богородское, Степановка и Заволенье.
Исток — у деревни Зворково, устье — у деревни Заволенье вблизи города Куровское.
В деревне Рудне-Никитское заслуживают внимания деревянные церкви Рождества Христова (первая половина XVIII века) и Рождества Пресвятой Богородицы (1782).
Ниже моста автодороги, соединяющей деревни Авсюнино и Степановка, по берегам реки растёт могучий бор, изобилующий грибами, черникой, голубикой.